# Pittosporum
Pittosporum es un género de cerca de 200 especies de fanerógamas en la familia Pittosporaceae. El origen probable del género sería Gondwana; su rango actual se extiende por Australasia, Oceanía, este de Asia y algunas partes de África. 
Las especies son árboles y arbustos creciendo de 2-30 m de altura. Las hojas son espiraladas o enroscadas, simples, con márgenes enteros u ondulados (raramente lobulados). Las flores se presentan simples o en umbelas o en corimbos, cada flor con 5-sépalos y 5-pétalos; con frecuencia con esencias dulces. El fruto es una semilla leñosa tipo cápsula, que se quema al madurar para la dehiscencia de las numerosas semillas; éstas están recubiertas de una sustancia pegajosa resinosa. 
Pittosporum undulatum (Pittosporum dulce) del este de  Australia es una maleza en algunas áreas. Pittosporum tenuifolium  y P. eugenioides, ambas de Nueva Zelanda, y Pittosporum tobira del sur de Japón se cultivan mucho como plantas ornamentales en áreas subtropicales y de clima templado con inviernos suaves.
Etimología
Pittosporum: del idioma griego πίττα (por πίσσα) 'resina' y σπόρος, 'semilla, simiente', o sea 'simientes pegajosas', pues las semillas están embebidas en una sustancia resinosa-viscosa blanquecina.